# 50 halerzy Protektoratu Czech i Moraw
50 halerzy (cz. 50 haléřů) – moneta obiegowa Protektoratu Czech i Moraw o nominale 50 halerzy wyemitowana w 1940 roku a wycofana z obiegu w roku 1948. Wzór monety został zaprojektowany przez medaliera Jaroslava Edera, częściowo w oparciu o wcześniejsze prace Otakara Španiela.

## Wzór
W centralnej części awersu umieszczono pochodzące z małego herbu Protektoratu Czech i Moraw godło – heraldycznego wspiętego koronowanego lwa o podwójnym ogonie. Poniżej znalazł się rok bicia. Całość otoczona była dwuczęściową legendą z nazwą kraju. W górnej zapisanej wewnętrznie części znalazła się inskrypcja gotycką frakturą w języku niemieckim „Böhmen und Mähren”. W części dolnej, zapisanej zewnętrznie, umieszczono czeski napis „ČECHY A MORAVA”. Oba fragmenty legendy rozdzielono ozdobnymi elementami w kształcie krzyżyków złożonych z pięciu kropek.
Rewers monety przedstawiał symetrycznie ułożone i związane razem wstążką dwa pęki kłosów (po trzy sztuki każdy) oraz dwie lipowe gałązki. W górnej części monety znalazł się zapisany arabskimi cyframi nominał. Wzór rewersu powielał wygląd 50 czechosłowackich halerzy z 1921 roku, co wynikało z umowy pomiędzy Jaroslavem Ederem a autorem pierwotnego projektu, Otakarem Španielem.

## Nakład
Podstawą emisji monet o nominale 50 halerzy było rozporządzenie ministra finansów Protektoratu z 19 lipca 1940 r. Określono w nim zarówno ich wzór, jak i cechy fizyczne. Bito je z cynkowych krążków o masie 3,7 g (z 1 kg surowca wytwarzano 270 sztuk). Gotowe monety miały 22 mm średnicy i ząbkowany rant. Łącznie w latach 1940–1944 wyprodukowano nieco ponad 53 mln sztuk. Bito w je w przedsiębiorstwie Vichr a spol. w Lysej nad Labem.
Pięćdziesięciohalerzówki wprowadzono do obiegu w dniu publikacji rozporządzenia w dzienniku ustaw, to jest 13 sierpnia 1940 r. Demonetyzacji uległy 29 lutego 1948 roku już w państwie czechosłowackim, pięć miesięcy po tym, jak zarządzono ponowną emisję w mosiądzu przedwojennych monet o tym samym nominale.